# James Mathews (Politiker, 1805)
James Mathews (* 4. Juni 1805 in Liberty, Trumbull County, Ohio; † 30. März 1887 in Knoxville, Iowa) war ein US-amerikanischer Politiker. Zwischen 1841 und 1845 vertrat er den Bundesstaat Ohio im US-Repräsentantenhaus.

## Werdegang
James Mathews besuchte die öffentlichen Schulen seiner Heimat. Nach einem anschließenden Jurastudium und seiner 1830 erfolgten Zulassung als Rechtsanwalt begann er in Coshocton in diesem Beruf zu arbeiten. Gleichzeitig schlug er als Mitglied der Demokratischen Partei eine politische Laufbahn ein. Zwischen 1832 und 1837 saß er als Abgeordneter im Repräsentantenhaus von Ohio; in den Jahren 1838 und 1839 gehörte er dem Staatssenat an.
Bei den Kongresswahlen des Jahres 1840 wurde Mathews im 13. Wahlbezirk von Ohio in das US-Repräsentantenhaus in Washington, D.C. gewählt, wo er am 4. März 1841 die Nachfolge von Daniel Parkhurst Leadbetter antrat. Nach einer Wiederwahl konnte er bis zum 3. März 1845 zwei Legislaturperioden im Kongress absolvieren. Seit 1843 vertrat er dort als Nachfolger von Joshua Reed Giddings den 16. Distrikt seines Staates. Diese Zeit war von den Spannungen zwischen Präsident John Tyler und den Whigs geprägt. Außerdem wurde damals bereits über eine mögliche Annexion der seit 1836 von Mexiko unabhängigen Republik Texas diskutiert.
1844 verzichtete Mathews auf eine weitere Kandidatur. Im Jahr 1855 zog er nach Knoxville in Iowa. Von 1857 bis 1859 war er im dortigen Marion County Staatsanwalt. Während des Bürgerkrieges fungierte er dort als Provost Marshal; in den Jahren 1869 und 1870 war er Posthalter in Knoxville. Danach lehrte er vier Jahre lang das Fach Pomologie am Iowa State College in Ames. Er starb am 30. März 1887 in Knoxville, wo er auch beigesetzt wurde.